# Otto Gonnermann
Otto Gonnermann (* 15. Februar 1908 in Wolfhagen; † 2009 in Darmstadt) war ein deutscher Landrat.

## Leben
Gonnermann war ab 1935 Mitarbeiter der Geheimen Staatspolizei. In Bromberg wirkte er als Leiter des Polizeiverwaltungsreferates bei der Regierung.
1939 war Gonnermann als Landkommissar in Pułtusk (dt. Pultusk, 1941–1944 Ostenburg) eingesetzt, dem zukünftigen Landkreis Ostenburg, im von Polen annektierten Regierungsbezirk Zichenau.
1943 bis 1944 leitete er als kommissarischer Landrat den Landkreis Bromberg.
Nach dem Krieg war er als Verwaltungsgerichtsdirektor in Darmstadt beschäftigt.